# Rumford-Prijs
De Rumford-Prijs is een wetenschapsprijs voor de natuurkunde. Hij wordt uitgereikt door de American Academy of Arts and Sciences aan wetenschappers die werkzaam zijn in de Verenigde Staten en belangrijke onderzoek hebben verricht op het gebied van de warmte en licht.
Hoewel de academie reeds in 1796 van Benjamin Thompson (Graaf Rumford) een gift van 5.000 dollar kreeg om deze onderscheiding uit te keren, werd de prijs pas in 1839 voor de eerste keer uitgereikt. Vandaag is het een van zeven wetenschapsprijzen die door de academie wordt toegekend. De prijs bestaat naast een geldprijs uit een vergulde zilvermedaille.

## Prijswinnaars
- 1839: Robert Hare
- 1862: John Ericsson
- 1865: Daniel Treadwell
- 1866: Alvan Clark
- 1869: George Henry Corliss
- 1871: Joseph Harrison, Jr.
- 1873: Lewis Morris Rutherfurd
- 1875: John William Draper
- 1880: Josiah Willard Gibbs
- 1883: Henry Augustus Rowland
- 1886: Samuel Pierpont Langley
- 1888: Albert Abraham Michelson
- 1891: Edward Charles Pickering
- 1895: Thomas Alva Edison
- 1898: James Edward Keeler
- 1899: Charles Francis Brush
- 1900: Carl Barus
- 1901: Elihu Thomson
- 1902: George Ellery Hale
- 1904: Ernest Fox Nichols
- 1907: Edward Goodrich Acheson
- 1909: Robert Williams Wood
- 1910: Charles Gordon Curtis
- 1911: James Mason Crafts[1]
- 1912: Frederic Eugene Ives
- 1913: Joel Stebbins
- 1914: William David Coolidge

- 1915: Charles Greeley Abbot
- 1917: Percy Williams Bridgman
- 1918: Theodore Lyman
- 1920: Irving Langmuir
- 1925: Henry Norris Russell
- 1926: Arthur Holly Compton
- 1928: Edward Leamington Nichols
- 1930: John Stanley Plaskett
- 1931: Karl Taylor Compton
- 1933: Harlow Shapley
- 1937: William Weber Coblentz
- 1939: George Russell Harrison
- 1941: Vladimir Zworykin
- 1943: Charles Edward Mees
- 1945: Edwin Herbert Land
- 1947: Edmund Newton Harvey
- 1949: Ira Sprague Bowen
- 1951: Herbert E. Ives
- 1953: Enrico Fermi, Willis Lamb en Lars Onsager
- 1955: James Franck
- 1957: Subramanyan Chandrasekhar
- 1959: George Wald
- 1961: Charles H. Townes
- 1963: Hans Albrecht Bethe

- 1965: Samuel Cornette Collins en William David McElroy
- 1967: Robert Henry Dicke en Cornelius B. Van Niel
- 1968: Maarten Schmidt
- 1971: Vergeven aan drie wetenschapsgroepen
- 1973: E. Bright Wilson
- 1976: Bruno Rossi
- 1980: Gregorio Weber, Chen Ning Yang en Robert L. Mills
- 1985: Hans Georg Dehmelt, Martin Deutsch, Vernon Willard Hughes en Norman Foster Ramsey
- 1986: Robert B. Leighton, Frank James Low en Gerry Neugebauer
- 1992: James R. Norris, Joseph J. Katz en George Feher
- 1996: John C. Mather
- 2008: Sidney D. Drell, Sam Nunn, William J. Perry en George P. Shultz
- 2015: Federico Capasso en Alfred Cho
- 2019: Ernst Bamberg, Ed Boyden, Karl Deisseroth, Peter Hegemann, Gero Miesenböck en Georg Nagel
- 2021: Charles L. Bennett